# Graham Hitch
Graham Hitch est professeur émérite de psychologie à l'Université d'York, mieux connu pour son travail avec Alan Baddeley dans le développement d'un modèle de mémoire de travail,.

## Biographie
Il obtient un baccalauréat ès arts en physique de l'Université de Cambridge, avant d' obtenir une maîtrise ès sciences en psychologie expérimentale de l'Université du Sussex. Il retourne ensuite à Cambridge pour terminer son doctorat en 1972.
Il travaille comme chercheur à l'Université du Sussex (1971-1972) et à l'Université de Stirling (1972-1974), et en tant que scientifique au Conseil de la recherche médicale de l'unité de psychologie appliquée basée à Cambridge (1974-1979). Plus récemment, il est chargé de cours à l'Université de Manchester (1979-1990) et professeur à l'Université de Lancaster (1991-2000), avant de rejoindre l'Université de York en 2000.